# Conistra unimacula
Conistra unimacula là một loài bướm đêm trong họ Noctuidae.